# Marius Ziska

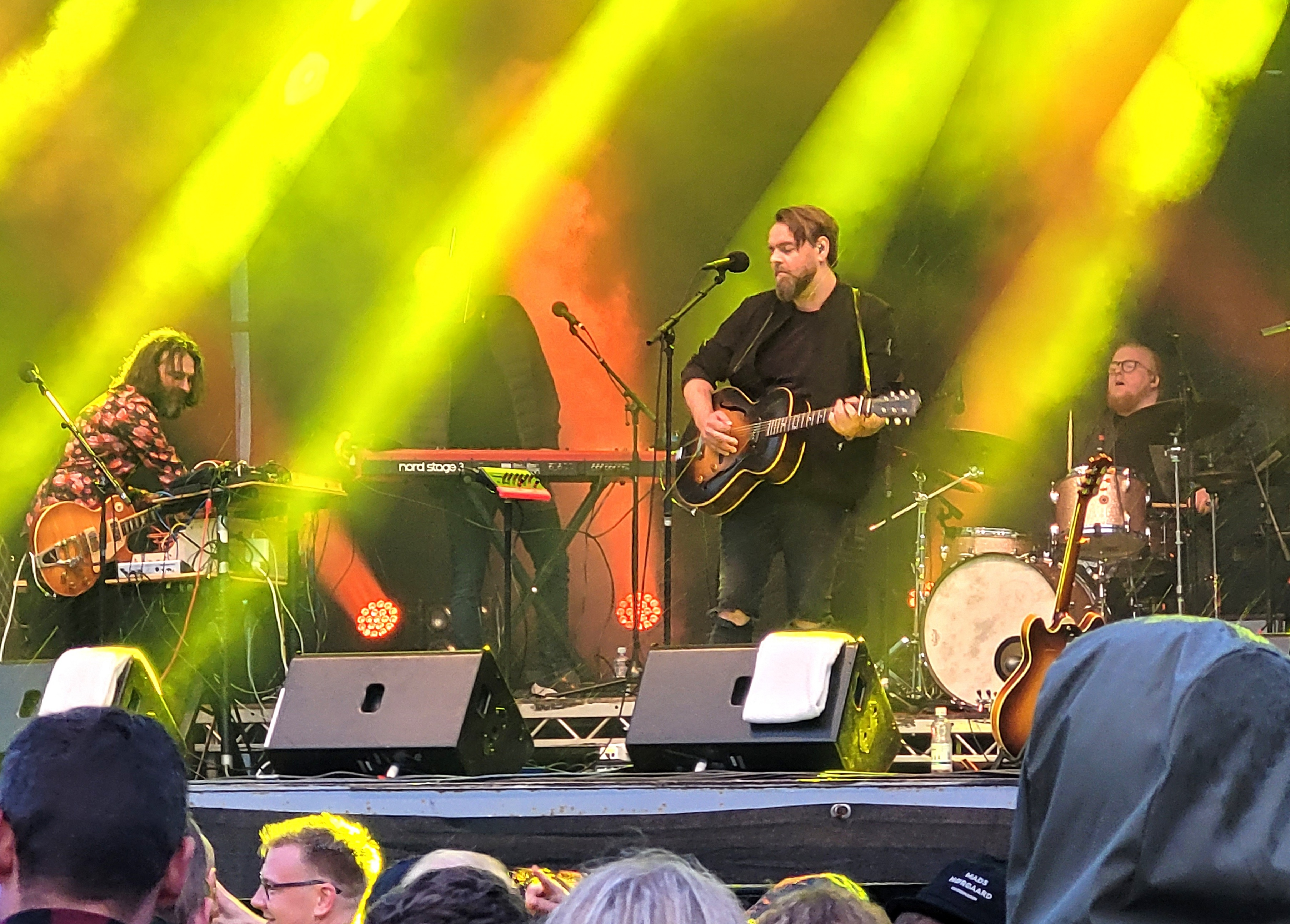
Marius Ziska auf dem G! Festival in Syðrugøta (2022)

Marius Ziska (* im 20. Jhd. in Søldarfjørður als Hans Marius Ziska) ist ein färöischer Singer-Songwriter, der sowohl alleine als auch mit Band auftritt.

## Geschichte
Eigenen Angaben zufolge erlernte er ab dem Alter von 9 Jahren den Umgang mit Instrumenten – zuerst Schlagzeug, dann Bass und Gitarre und schließlich Gesang –, und gründete im Alter von 12 Jahren seine erste Band. Sein erstes Album The Sky Is Our Home – noch schlicht unter dem Signet „Marius“ – veröffentlichte Ziska 2006 bei Tutl. Es war ebenso wie Recreation (Stargazer Records, 2013) in englischer Sprache eingesungen. Bei Home/Heim (2015) sang er erstmals teilweise in seiner Muttersprache, das 2018er-Werk Portur war dann komplett in Färöisch.
Ziska trat 2012, 2016, 2018 und 2022 beim G! Festival  am Strand von Syðrugøta, einem der beiden großen Open-Air-Musikfestivals der Färöer, auf.

## Stil
Bei einer Besprechung von Portur hieß es, dass Ziska seinen Stil „kontinuierlich fortentwickelt“ habe: „vom Singer/Songwriter mit leichten Popanleihen [...] zu einem Popmusiker mit Singer/Songwriter-Einschlag“.

## Diskografie
- 2006: The Sky Is Our Home (Tutl)
- 2013: Recreation (Stargazer Records)
- 2015: Home/Heim (Stargazer Records, Tutl)
- 2018: Portur (Stargazer Records, Tutl)